# Сальско-Манычская гряда
Са́льско-Ма́нычская гряда́ — возвышенность на юге Европейской части России, широтное продолжение Ергенинской возвышенности, является водоразделом Западного Маныча и Сала. Гряда начинается практически от долины Дона, продолжается, повышаясь в абсолютной высоте (наивысшая точка расположена на границе Ростовской области и Калмыкии, к востоку от села Богородское, вдоль долины Западного Маныча и смыкается с восточным склоном Ергеней в районе Элисты. Большая часть гряды расположена в пределах Ростовской области, оставшаяся часть — Республики Калмыкия.

## Рельеф
Поверхность гряды сложена легкоразмываемыми суглинками мощностью до 50 метров, которые покрывают собой пестроцветные скифские глины. Под ними лежит исходная погребенная аккумулятивная поверхность, сложенная аллювиально-дельтовыми песками Ергень-реки ранне- и среднеплиоценового возраста (то есть отлагались пески где-то 5,2 — 2,4 миллиона лет назад). Поперечный профиль Сальско-Манычской гряды несимметричен. Склон северной стороны, обращённой к долине Сала, пологий, склон южной стороны, обращённой к долине Маныча — чрезвычайно крутой, с густой овражно-балочной сетью.

## Формирование
В геологическом плане Сальско-Манычская гряда лежит на приподнятых структурах вала Карпинского, протянувшегося через Келецко-Сандомирский и Донецкий кряжи и Ергеням к Мангышлаку. Образование кряжа завершилось в среднем триасе, около 240 миллионов лет назад, завершив формирование фундамента Скифской плиты. С юрского периода (199—145 миллионов лет назад) кряж начал погружаться под воды морей, осадки которых покрывали его. По мере заполнения осадками прогибающихся участков и эрозии приподнятых частей к середине позднего мела (80-85 миллионов лет назад) вал, как и вся окружающая территория, превратилась в подводный пенеплен, выровненную равнину. Толщина слоя осадков над кряжем у Элисты достигает 1000—1500 метров.
Собственно Сальско-Манычская гряда начала формироваться в конце неогена (период окончился 1,8 миллиона лет назад, а сменил его четвертичный период), когда благодаря давлению со стороны Аравийской плиты, происходит поднятие Кавказской горной страны и одновременно близлежащих западных блоков кряжа Карпинского, вместе с мощной толщей мезозойских и кайнозойских осадков.